# Eupithecia oroba
Eupithecia oroba är en fjärilsart som beskrevs av Druce 1893. Eupithecia oroba ingår i släktet Eupithecia och familjen mätare. Inga underarter finns listade i Catalogue of Life.